# Panicum brevifolium
Panicum brevifolium är en gräsart som beskrevs av Carl von Linné. Panicum brevifolium ingår i släktet vipphirser, och familjen gräs. Inga underarter finns listade i Catalogue of Life.